# Plaque (structure)
Une plaque est un élément structurel caractérisé par un solide tridimensionnel dont l'épaisseur est très faible par rapport aux autres dimensions.
Les effets des charges que l'on prévoit lui appliquer ne génèrent que des contraintes dont les résultantes sont, en pratique, exclusivement normales à l'épaisseur de l'élément. Leur mécanique est le sujet principal de la théorie des plaques.
Les plaques minces sont initialement des éléments structurels plats délimités par deux plans parallèles, appelés faces, et une surface cylindrique, appelée bord ou limite. Les génératrices de la surface cylindrique sont perpendiculaires aux faces planes. La distance entre les faces planes est appelée épaisseur (h) de la plaque. On supposera que l'épaisseur de la plaque est faible par rapport aux autres dimensions caractéristiques des faces (longueur, largeur, diamètre, etc.). Géométriquement, les plaques sont délimitées par des frontières droites ou courbes. Les charges statiques ou dynamiques supportées par les plaques sont majoritairement perpendiculaires aux faces des plaques .